# 카니스텔
카니스텔(canistel, 학명: Pouteria campechiana 포우테리아 캄페키아나[*])은 사포테과의 과일 나무이다. 열매는 사포테라 불리는 과일의 하나로, 노란사포테(스페인어: zapote amarillo 사포테 아마리요[*])라는 이름으로도 알려져 있다. 원산지는 북·중미 지역이며, 과테말라, 니카라과, 멕시코, 벨리즈, 엘살바도르, 온두라스, 코스타리카, 파나마 등지에 분포한다.

## 사진

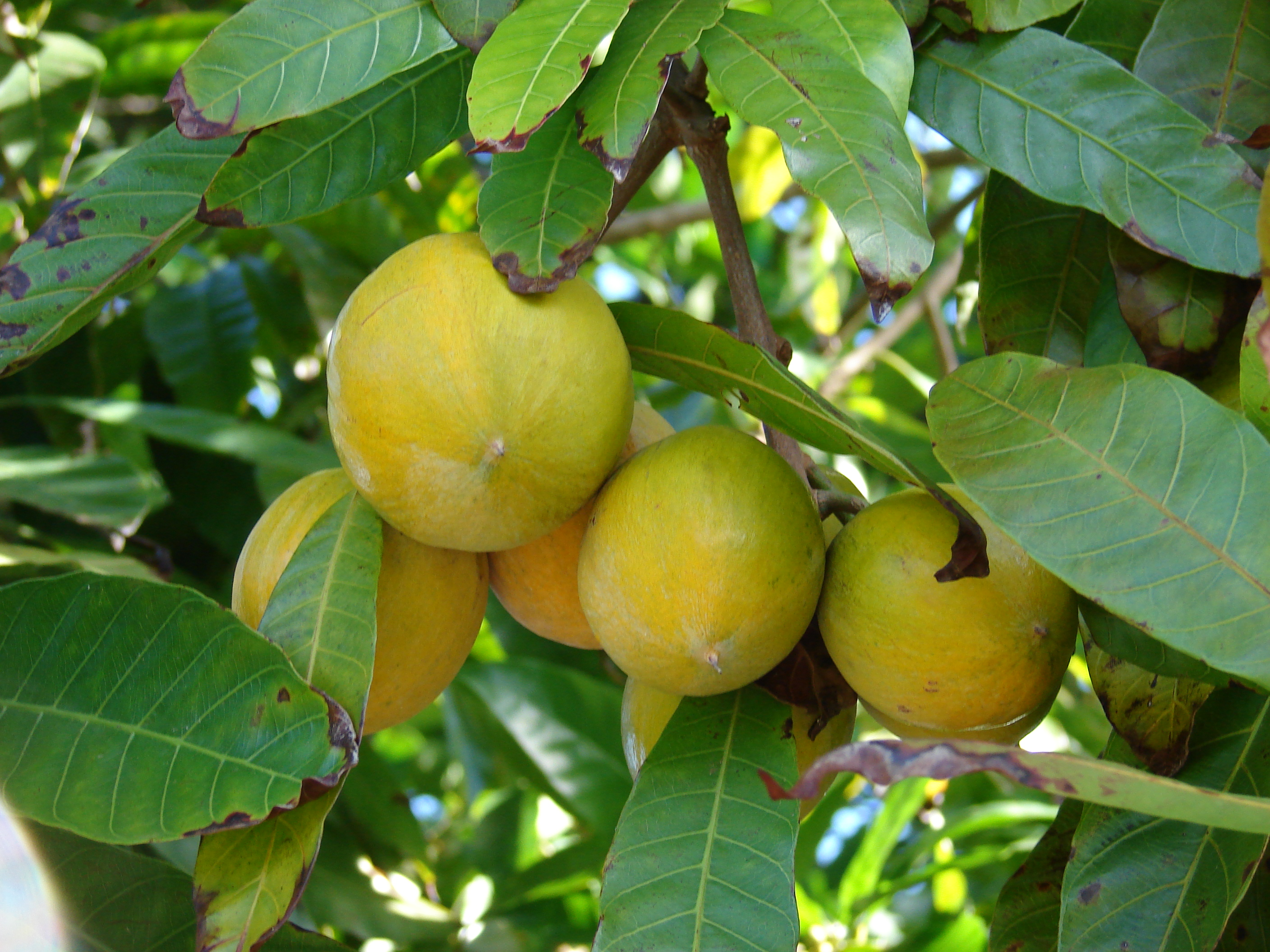
열매
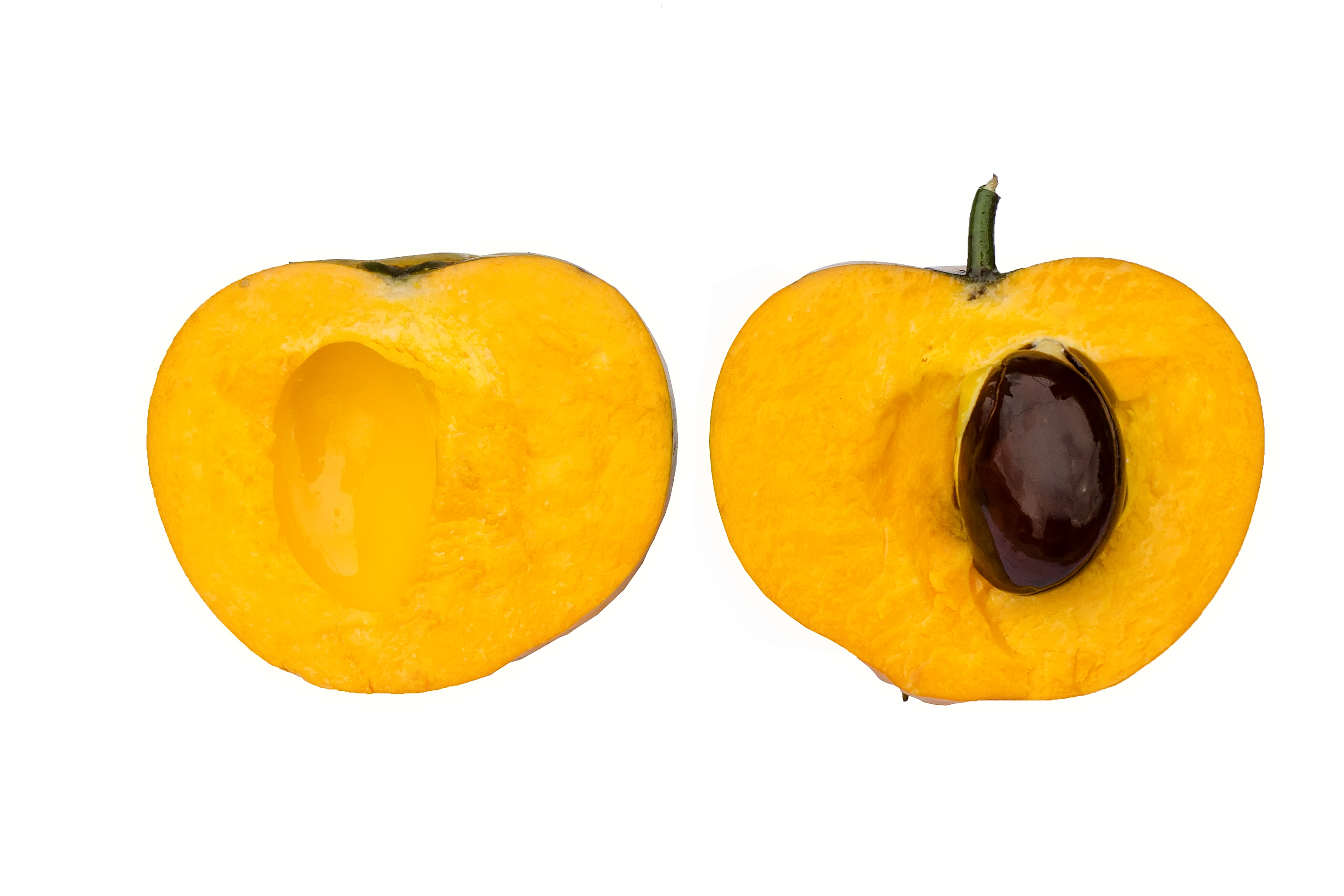
씨가 보이는 열매 단면